# Jaden Montnor
Jaden Sean Montnor (* 9. August 2002 in Amsterdam) ist ein niederländisch-surinamischer Fußballspieler.

## Karriere
Montnor begann seine Karriere bei AVV Zeeburgia. 2013 wechselte er zum FC Utrecht. Zur Saison 2015/16 kam er in die Jugend von AZ Alkmaar. Zur Saison 2019/20 kehrte er zu Zeeburgia zurück. Zur Saison 2020/21 wechselte er zur U-21 von Almere City.
Zur Saison 2021/22 wechselte der Stürmer nach Österreich zu den viertklassigen Amateuren des Zweitligisten SKN St. Pölten. Bis zur Winterpause kam er für die SKN Juniors zu 13 Einsätzen in der Landesliga, in denen er elfmal traf. Im November 2021 stand er daraufhin gegen den SK Rapid Wien II auch erstmals im Profikader der Niederösterreicher. In jener Partie gab er sein Debüt in der 2. Liga, als er in der 86. Minute für George Davies eingewechselt wurde. Für den SKN kam er insgesamt zu 32 Zweitligaeinsätzen, in denen er achtmal traf.
Zur Saison 2023/24 wechselte Montnor nach Zypern zum amtierenden Meister Aris Limassol.

## Erfolge
- Zyprischer Superpokalsieger: 2023

## Persönliches
Sein Vater Marcel Oerlemans (* 1969) war ebenfalls Fußballspieler und verbrachten den Großteil seiner Karriere in Österreich, wo er unter anderem Zweitliga-Torschützenkönig wurde.